# Маршрут построен
«Маршрут построен» — российский фильм ужасов 2016 года.

## Сюжет
Годом ранее произошло леденящее кровь преступление — во время ссоры муж (известный московский архитектор) убил жену, расчленил труп и спрятал в багажнике их автомобиля.
Андрей и Ольга — семейная пара с пятилетней дочерью. Андрей приобретает на удивление дешёвый автомобиль в практически идеальном состоянии. Тем же вечером вместе с дочкой они отправляются в ночную поездку в другой город. В дороге Ольга слышит подозрительные звуки и видит странных людей, муж считает её сумасшедшей, а дочь на заднем сиденье разговаривает с невидимой тётей. Но это не самое жуткое, что ждёт их по маршруту.

## В ролях
- Светлана Устинова — Ольга
- Павел Чинарёв — Андрей
- Виталия Корниенко — Ксюша, дочь Андрея и Ольги
- Диана Мелисон — Лена, сестра Ольги
- Братья Сафроновы — священники

## Критика
Фильм получил отрицательные отзывы, согласно сайту агрегатору критиканство.

#### Рецензии
- Алексей Литовченко. В одной чёрной-чёрной машине
- Борис Хохлов. Здрасьте, приехали
- Денис Виленкин. О российском автомобильном хорроре
- Султанбек Аббасов. Ничего себе поездочка

#### Интервью
- Интервью с актёром фильма «Маршрут построен» Павлом Чинарёвым